# Ендрю Карлсон (тенісист)
Ендрю Карлсон (англ. Andrew Carlson; нар. 18 серпня 1977) — колишній американський тенісист.
Найвищу одиночну позицію світового рейтингу — 833 місце досяг 1 березня 2004, парну — 475 місце — 26 липня 2004 року.

## Титули ITF Ф'ючерс

### Парний розряд: (1)
| Ранг | Дата     | Турнір                 | Покриття | Партнер         | Суперники              | Рахунок  |
| ---- | -------- | ---------------------- | -------- | --------------- | ---------------------- | -------- |
| 1.   | Вер 2003 | Ямайка F7, Монтего-Бей | Тверде   | Тревор Спраклін | Ян Крошлак Давід Себок | 6–1, 6–4 |